# Дэвис, Роберт Генри

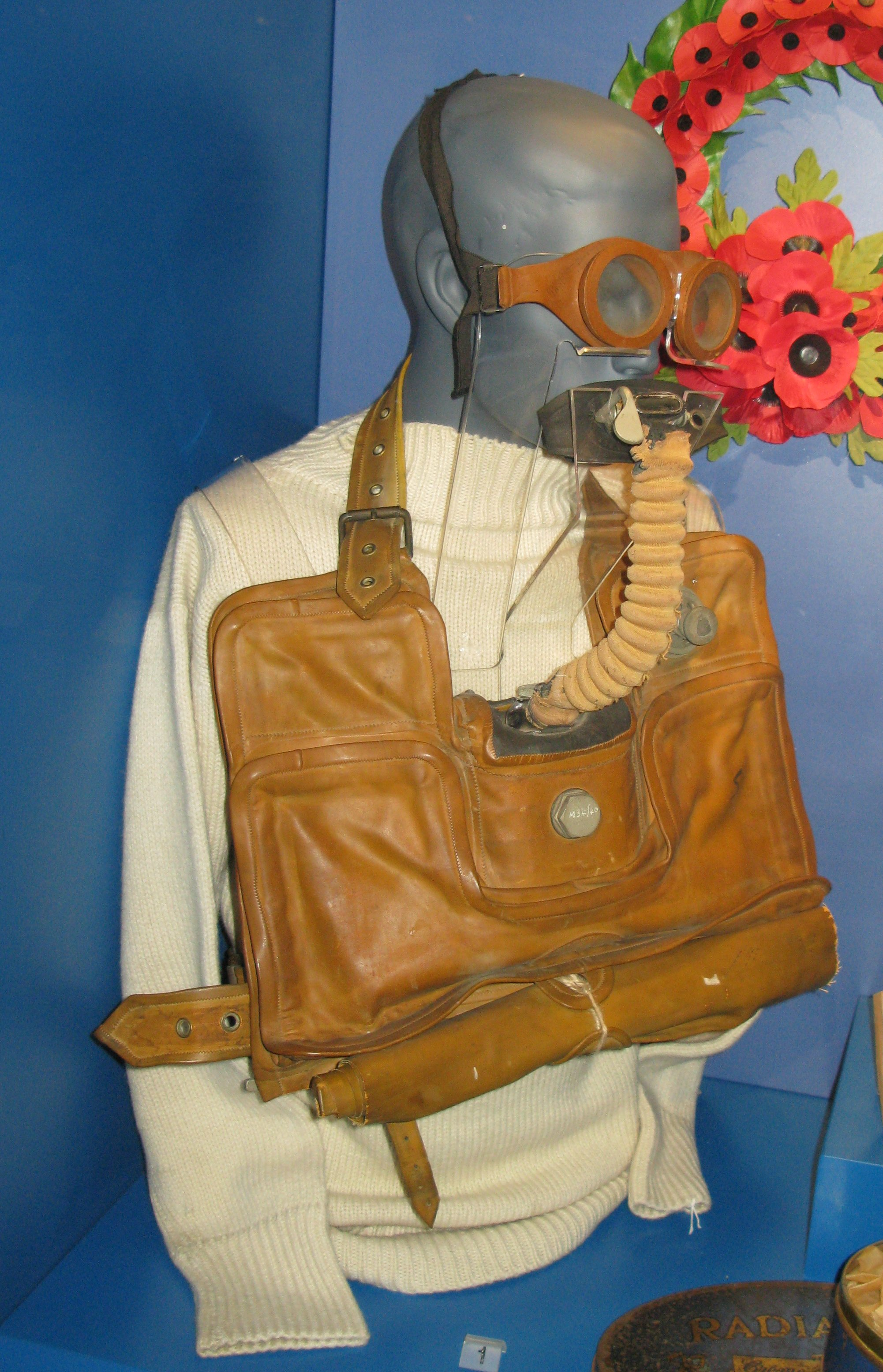
Спасательный аппарат Дэвиса

Роберт Генри Дэвис (1870—1965) — английский изобретатель, глава компании Siebe Gorman. Его самым известным изобретением является Спасательный аппарат Дэвиса — кислородный ребризер, который Роберт Дэвис запатентовал в 1910 году. К этому изобретению Дэвиса подтолкнула система ребризеров Флюсса, запатентованная ещё в 1876 году. Это спасательное устройство позволяло подводникам благополучно выбираться из затонувшей подводной лодки.
Как глава Siebe Gorman Роберт Дэвис стал первым британцем, кто купил лицензию Кусто-Ганьяна Aqualung у французской компании La Spirotechnique, и начал коммерческую деятельность по производству и продаже аквалангов в Великобритании с 1948 года. Акваланги Siebe Gorman стали известны как tadpole sets (прим.перевод. набор головастика).
В честь Роберта Дэвиса названа дорога Davis Road в Чессингтоне, где располагалась одна из фабрик Siebe Gorman.

## Публикации
Роберт Дэвис написал несколько публикаций, среди них наиболее известны:
- Breathing in Irrespirable Atmospheres, впервые опубликованная в 1930-х годах в Лондоне. В ней 376 страниц, ок.250 фотографий и диаграмм.
- Davis, R. H. Deep Diving and Submarine Operations (неопр.). — 6th. — Tolworth, Surbiton, Surrey: Siebe Gorman & Company Ltd, 1955. — С. 693.